# Biskupská zahrada
Biskupská zahrada je parkově upravený prostor v hradebním parkánu poblíž Slepého ramene v Českých Budějovicích v Jihočeském kraji. Dosahuje rozlohy 0,2 ha a je chráněn jako nemovitá kulturní památka České republiky s evidenčním číslem 28298/3-804.

## Vznik a historická podoba

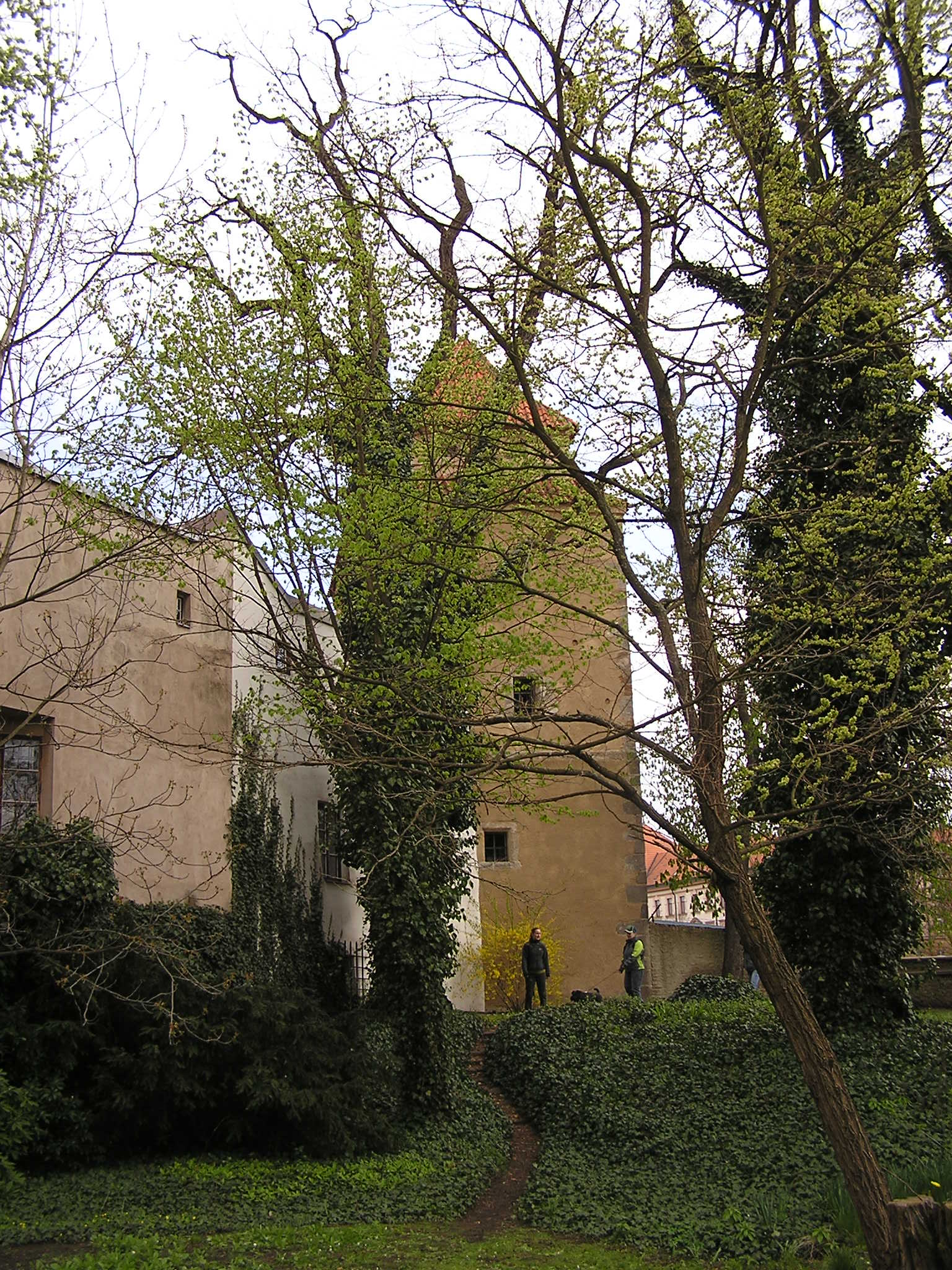
jižní partie s vyhlídkou

Zahrada vznikla na místě existujícího gotického hradebního parkánu dříve než samotné biskupství, pravděpodobně v roce 1769 společně se vznikem piaristické koleje v současné Biskupské ulici č. 4. Po založení biskupství v roce 1785 se na náklady prvního biskupa Johanna Prokopa Schaaffgotscheho změnila v reprezentační prostor, rokokovou zahradu s řadou okrasných i funkčních prvků. Vybavena byla letohrádkem s umělou jeskyní, skleníky a vodními hříčkami. K nim patřily kruhové bazény s vodotrysky vybavené vyměnitelnými nástavci. Rokokové záhony sloužily mimo jiné k pěstování bylin. Během sezóny se v zahradě letnily palmy a jiné subtropické rostliny.

## Novodobý stav

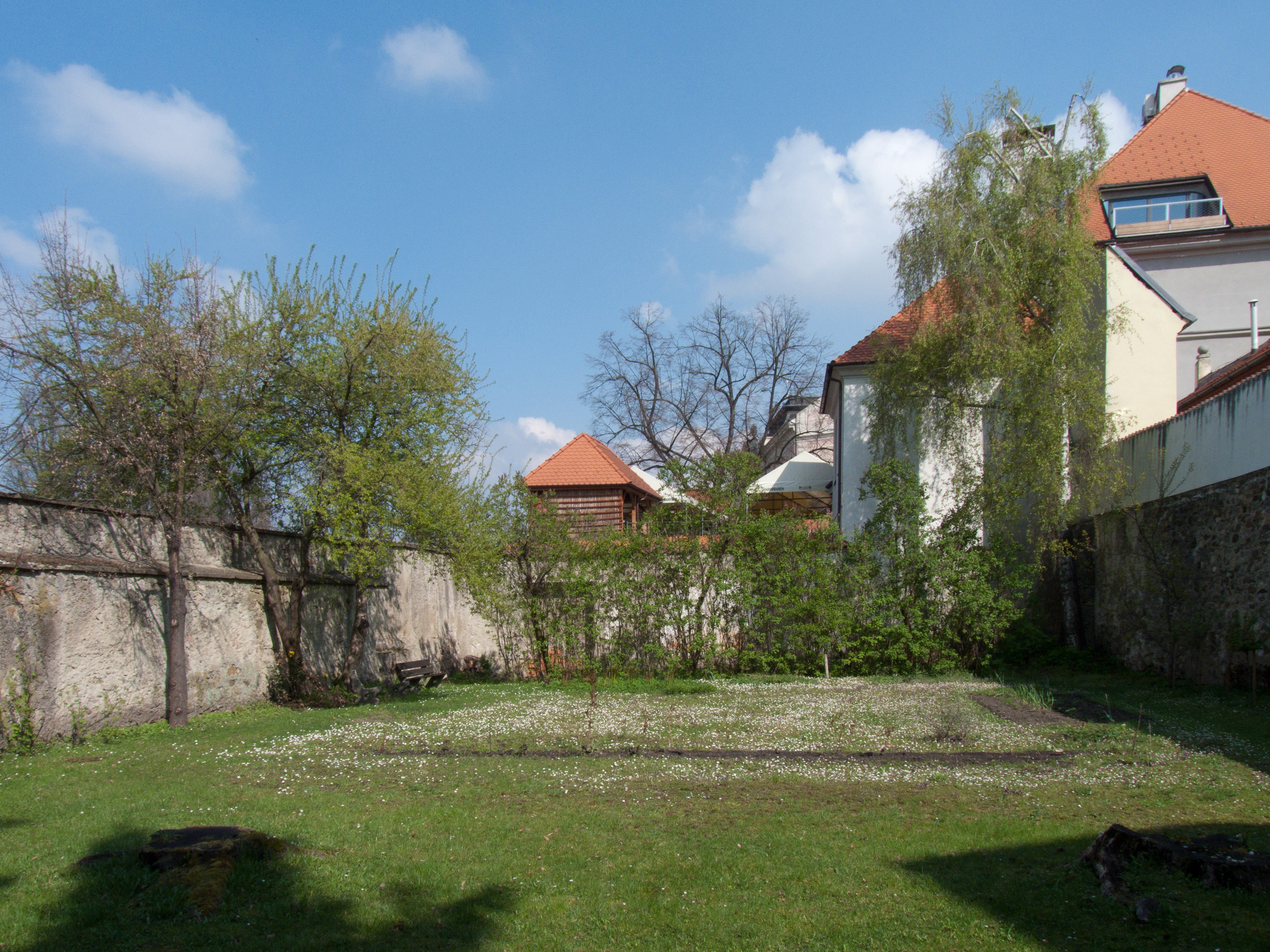
severní partie

Po roce 1948 připadla zahrada státu a byla zpřístupněna veřejnosti. Před rokem 1989 se v zahradě pořádaly různé kulturní akce, například výstavy výtvarníků. Jako veřejně přístupný park se stanovenou otevírací dobou fungovala ještě začátkem 90. let 20. století. Vybavena byla dětským hřištěm s kolotočem, prolézačkami a lavičkami. Později církev požádala stát o prodej zahrady. Územní pracoviště České Budějovice Úřadu pro zastupování státu ve věcech majetkových rozhodlo, že Biskupská zahrada je majetkem pro stát nepotřebným a za částku 1,5 milionu korun prodalo nemovitost církvi. Nový vlastník zahradu veřejnosti uzavřel a zpřístupňuje ji jen při zvláštních příležitostech, jakými byly například některé Dny památek nebo Dny evropského dědictví.
Dosud se dochovaly stopy pozdější volné romantizující úpravy. Severní část zahrady má charakter okrasného parku se zbytky cest, keřových skupin a několika solitéry stromů s dominující středovou lípou, několika jírovci, hlošinami a šeříky. Jižní partie vymezená osou Glorietu a brány z biskupství má romantizující charakter. Směrem k jihu navýšený terén – stíněný korunami akátů a krytý porostem brčálu barvínku – poskytuje vyhlídku na původní soutok Vltavy a Malše, Sokolský ostrov a park Háječek.

## Pamětihodnosti

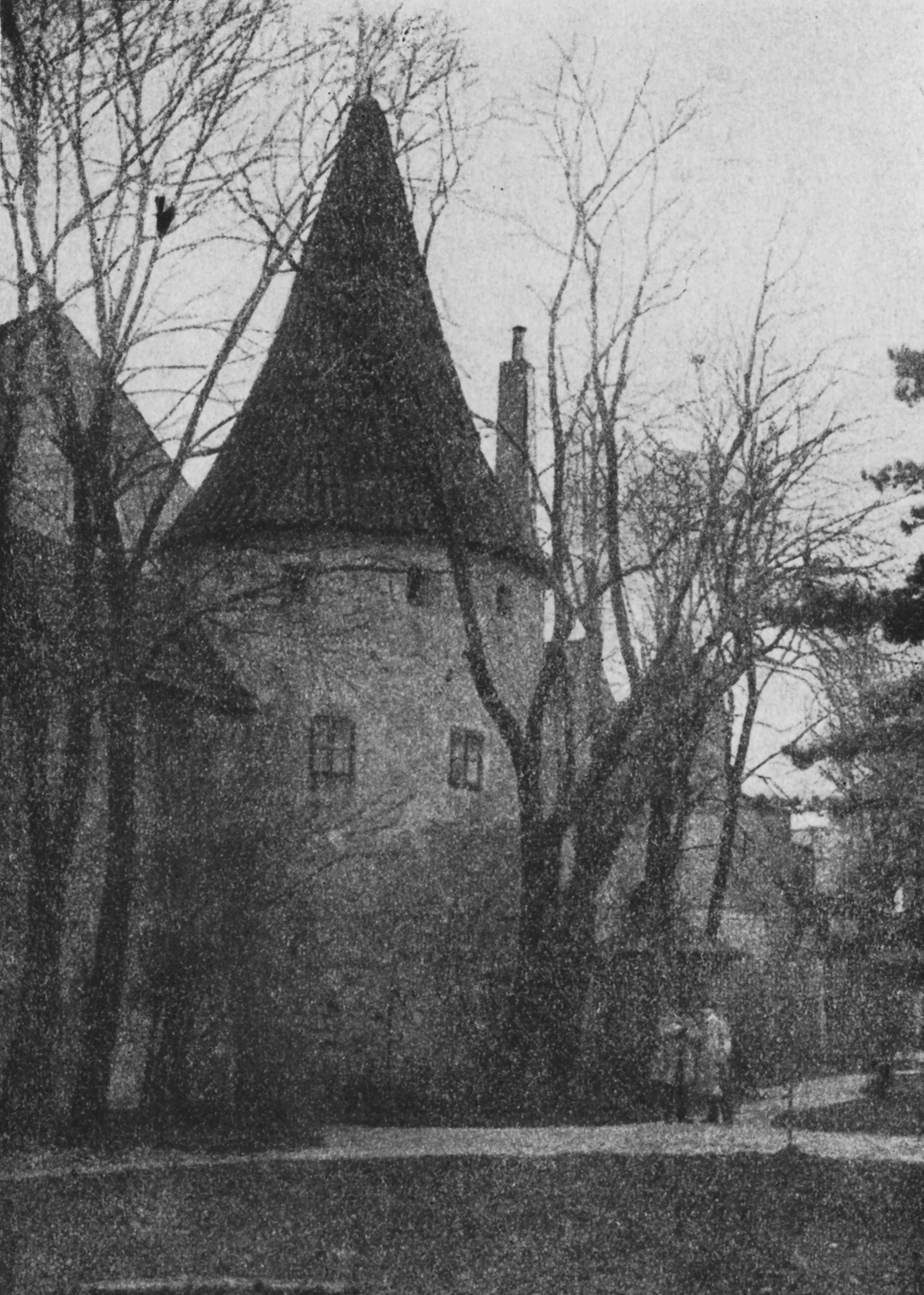
historický snímek z přelomu 19. a 20. století, Otakarova bašta

- vyhlídka na někdejší soutok Malše s Vltavou

Na původ Biskupské zahrady v hradebním parkánu odkazují dochované hradební prvky a čtveřice obranných věží:

### Solní branka
Menší městská věžová brána pocházející nejpozději ze 14. století uzavírá zahradu ze severu.

### Otakarova bašta
Polokruhová gotická bašta z 13. století zasazená do vnitřní (hlavní) hradební zdi, která dosahovala výše až 7 metrů, lemuje zahradu z východu.

### Gloriet
Původně polygonální bašta, součást v vnější hradební zdi, parkánové hradby, která byla v době rokoka upravena do podoby glorietu, ze západu odděluje zahradu od nábřeží Slepého ramene. Opravy zdi a glorietu proběhly v letech 2012–2013

### Železná panna
Hranolová gotická hradební věž ze 14. století uzavírá Biskupskou zahradu z jihu.